# Kristina från Duvemåla
Kristina från Duvemåla é um musical sueco escrito por Björn Ulvaeus (texto) e Benny Andersson (música), antigos membros do grupo ABBA, baseado numa série de quatro romantces do escritor sueco Vilhelm Moberg, narrando a migração de uma família pobre da Suécia para os Estados Unidos em meados do Século XIX.
O musical foi estreado no Teatro Musical de Malmö, aos 7 de outubro de 1995 e recebeu uma calorosa recepção do público e da crítica. Foi apresentado depois na Ópera de Gotemburgo e no Cirkus Theatre de Estocolmo. Contando as três temporadas, sendo quase contínuas, interrompidas apenas por férias e eventuais paradas, Kristina från Duvemåla foi executado por quase quatro anos, tendo mais de 650 execuções no total, fazendo deste o segundo maior musical da história da música sueca. Em 1996, foi apresentada uma versão em forma de concerto na cidade de Minneapolis, nos Estados Unidos. Em 1998, a produção do musical em Estocolmo ganhou quatro Guldmaskens, um prêmio sueco para montagens de teatro.
A produção original sueca foi dirigida por Lars Rudolfsson com produção de Robin Wagner. Os primeiros papéis principais foram interpretados por Helen Sjöholm (Kristina), Anders Ekborg (Karl Oskar) e Åsa Bergh (Ulrika).  É notável que a ária Guldet blev till Sand (port.: “O ouro tornou-se areia”) foi a música que passou mais tempo nas listas de músicas mais ouvidas na Suécia.
O musical foi traduzido para o inglês por Björn Ulvaeus e por Herbert Kretzmer, que também fez a versão inglesa para Les Misérables. Em 2007 foi realizada a primeira apresentação na Broadway, em uma versão mais curta.